# Bahnstrecke Steinbourg–Rastatt
| | |                                                                                    |                                                                                    |
| Streckennummer (DB): | 4242 |                                                                                    |                                                                                    |
| Streckennummer (SNCF): | 160 000 Steinb.–Schweigh. 150 000 Haguenau–Rœschw. 162 000 Bouxwiller–Ingwiller                                                                               |                                                                                    |                                                                                    |
| Kursbuchstrecke (SNCF): | 107 Saverne–Haguenau |                                                                                    |                                                                                    |
| Kursbuchstrecke: | bis 1919: 224 (Zabern–Rastatt) 232a (Buchsweiler–Ingweiler) bis 1945: 282q (Zabern–Rastatt) 284b (Buchsweiler–Ingweiler) 1946: 302a (Wintersdorf (B)–Rastatt) |                                                                                    |                                                                                    |
| Spurweite: | 1435 mm (Normalspur) |                                                                                    |                                                                                    |
| Zweigleisigkeit: | ehemals: Steinbourg–Rastatt |                                                                                    |                                                                                    |
| | |                                                                                    |                                                                                    |
| \| \| \| von Paris \| \| \| \| 0,000 \| Steinbourg (Steinburg) \| Steinbourg (Steinburg) \| \| \| \| nach Strasbourg \| \| \| \| \| Zorn \| \| \| \| \| LGV Est européenne \| \| \| \| 4,400 \| Hattmatt \| Hattmatt \| \| \| 8,600 \| Dossenheim-sur-Zinsel \| Dossenheim-sur-Zinsel \| \| \| 8,400 \| Neuwiller-lès-Saverne (Neuweiler) \| Neuwiller-lès-Saverne (Neuweiler) \| \| \| \| von Sarreguemines \| \| \| \| (0,0)00 \| Ingwiller (Ingweiler) \| Ingwiller (Ingweiler) \| \| \| \| Zweigstrecke \| \| \| \| (2,7)00 \| Obersoultzbach (Obersulzbach) \| Obersoultzbach (Obersulzbach) \| \| \| \| \| \| \| \| (6,6)0012,900 \| Bouxwiller (Buchsweiler) \| Bouxwiller (Buchsweiler) \| \| \| \| \| \| \| \| 18,605 \| Obermodern \| Obermodern \| \| \| \| nach/von Mommenheim \| \| \| \| 23,584 \| Pfaffenhoffen (Pfaffenhofen) \| Pfaffenhoffen (Pfaffenhofen) \| \| \| 25,600 \| Moder \| Moder \| \| \| 28,600 \| Neubourg (Neuburg) \| Neubourg (Neuburg) \| \| \| \| Anschluss Dépôt de munition de Neubourg \| \| \| \| \| nach Niederbronn \| \| \| \| 32,800 \| Nördliche Zinsel \| Nördliche Zinsel \| \| \| \| von Niederbronn \| \| \| \| 33,4713,767 \| Schweighouse s/M (Schweighausen) \| Schweighouse s/M (Schweighausen) \| \| \| \| von Wissembourg \| \| \| \| \| Moder \| \| \| \| 0,000 \| Haguenau (Hagenau) \| Haguenau (Hagenau) \| \| \| \| nach Bischwiller \| \| \| \| 3,660 \| Dreilerchenhof (Bk) \| Dreilerchenhof (Bk) \| \| \| \| Moder \| \| \| \| \| von Bischwiller \| \| \| \| 6,998 \| Oberhoffen-sur-Moder (Oberhofen) \| Oberhoffen-sur-Moder (Oberhofen) \| \| \| 11,420 \| Schirrhein \| Schirrhein \| \| \| 16,351 \| Soufflenheim (Sufflenheim) \| Soufflenheim (Sufflenheim) \| \| \| 19,797 \| Rountzenheim (Runzenheim-Mühlweg) \| Rountzenheim (Runzenheim-Mühlweg) \| \| \| \| Autoroute A 35 \| \| \| \| \| von Strasbourg \| \| \| \| 21,819 \| Rœschwoog (Röschwoog) \| Rœschwoog (Röschwoog) \| \| \| 24,757 \| Roppenheim \| Roppenheim \| \| \| \| nach Lauterbourg \| \| \| \| 26,300 \| Industriegebiet Beinheim \| Industriegebiet Beinheim \| \| \| \| \| \| \| \| 28,54092,318 \| Rheinbrücke Wintersdorf (528 m), Rhein, Grenze zwischen Deutschland und Frankreich \| Rheinbrücke Wintersdorf (528 m), Rhein, Grenze zwischen Deutschland und Frankreich \| \| \| \| \| \| \| \| 28,80092,014 \| Eigentumsgrenze SNCF Réseau / DB Netz \| Eigentumsgrenze SNCF Réseau / DB Netz \| \| \| 91,930 \| Eigentumsgrenze DB Netz / AVG \| Eigentumsgrenze DB Netz / AVG \| \| \| 90,551 \| \| \| \| \| 90,150 \| Wintersdorf (Baden) (Awanst, ehem. Bf) \| Wintersdorf (Baden) (Awanst, ehem. Bf) \| \| \| 88,420 \| von Rennplatz Iffezheim \| von Rennplatz Iffezheim \| \| \| 87,900 \| MEG von Schwarzach (1000 mm) \| MEG von Schwarzach (1000 mm) \| \| \| 87,300 \| Iffezheim Depot 57 (Anst, Munitionslager) \| Iffezheim Depot 57 (Anst, Munitionslager) \| \| \| \| Rastatt Übergabebahnhof MEG \| \| \| \| 87,000 \| MEG nach Rastatt (1000 mm) \| MEG nach Rastatt (1000 mm) \| \| \| 86,600 \| Eigentumsgrenze DB Netz / AVG \| Eigentumsgrenze DB Netz / AVG \| \| \| 86,640 \| Rastatt Industrie-Stammgl \| Rastatt Industrie-Stammgl \| \| \| 86,500 \| ehemalige Kaserne \| ehemalige Kaserne \| \| \| 86,200 \| Gleisanschluss \| Gleisanschluss \| \| \| 86,200 \| Gleisanschluss Link KG \| Gleisanschluss Link KG \| \| \| 84,400 \| Anschlussbahn \| Anschlussbahn \| \| \| \| von Basel \| \| \| \| \| von Freudenstadt \| \| \| \| 82,930 \| Rastatt \| Rastatt \| \| \| \| nach Mannheim (über Ettlingen) \| \| \| \| \| nach Mannheim (über Durmersheim) \| \| | |                                                                                    |                                                                                    |
| | | von Paris                                                                          |                                                                                    |
| Bahnhof | 0,000 | Steinbourg (Steinburg)                                                             | Steinbourg (Steinburg)                                                             |
| Abzweig ehemals geradeaus und nach rechts | | nach Strasbourg                                                                    | nach Strasbourg                                                                    |
| Brücke über Wasserlauf (Strecke außer Betrieb) | | Zorn                                                                               | Zorn                                                                               |
| Kreuzung (Strecke geradeaus außer Betrieb) | | LGV Est européenne                                                                 | LGV Est européenne                                                                 |
| Bahnhof (Strecke außer Betrieb) | 4,400 | Hattmatt                                                                           | Hattmatt                                                                           |
| Bahnhof (Strecke außer Betrieb) | 8,600 | Dossenheim-sur-Zinsel                                                              | Dossenheim-sur-Zinsel                                                              |
| Bahnhof (Strecke außer Betrieb) | 8,400 | Neuwiller-lès-Saverne (Neuweiler)                                                  | Neuwiller-lès-Saverne (Neuweiler)                                                  |
| Verschwenkung von links (Strecke außer Betrieb) · Strecke von links | | von Sarreguemines                                                                  | von Sarreguemines                                                                  |
| Strecke (außer Betrieb) · Bahnhof | (0,0)00 | Ingwiller (Ingweiler)                                                              | Ingwiller (Ingweiler)                                                              |
| Strecke | | Zweigstrecke                                                                       | Zweigstrecke                                                                       |
| Strecke | (2,7)00 | Obersoultzbach (Obersulzbach)                                                      | Obersoultzbach (Obersulzbach)                                                      |
| | |                                                                                    |                                                                                    |
| Bahnhof (Strecke außer Betrieb) | (6,6)0012,900 | Bouxwiller (Buchsweiler)                                                           | Bouxwiller (Buchsweiler)                                                           |
| Abzweig ehemals geradeaus, ehemals nach links und von links | |                                                                                    |                                                                                    |
| Bahnhof | 18,605 | Obermodern                                                                         | Obermodern                                                                         |
| Abzweig ehemals geradeaus, nach rechts und ehemals von rechts | | nach/von Mommenheim                                                                | nach/von Mommenheim                                                                |
| Bahnhof (Strecke außer Betrieb) | 23,584 | Pfaffenhoffen (Pfaffenhofen)                                                       | Pfaffenhoffen (Pfaffenhofen)                                                       |
| Brücke über Wasserlauf (Strecke außer Betrieb) | 25,600 | Moder                                                                              | Moder                                                                              |
| Betriebs-/Güterbahnhof Strecke bis hier außer Betrieb | 28,600 | Neubourg (Neuburg)                                                                 | Neubourg (Neuburg)                                                                 |
| Abzweig geradeaus und nach links | | Anschluss Dépôt de munition de Neubourg                                            | Anschluss Dépôt de munition de Neubourg                                            |
| Abzweig geradeaus und ehemals nach links | | nach Niederbronn                                                                   | nach Niederbronn                                                                   |
| Brücke über Wasserlauf | 32,800 | Nördliche Zinsel                                                                   | Nördliche Zinsel                                                                   |
| Abzweig geradeaus und von links | | von Niederbronn                                                                    | von Niederbronn                                                                    |
| Bahnhof | 33,4713,767 | Schweighouse s/M (Schweighausen)                                                   | Schweighouse s/M (Schweighausen)                                                   |
| Strecke von links | | von Wissembourg                                                                    | von Wissembourg                                                                    |
| Brücke über Wasserlauf | | Moder                                                                              | Moder                                                                              |
| Bahnhof | 0,000 | Haguenau (Hagenau)                                                                 | Haguenau (Hagenau)                                                                 |
| Strecke quer · Strecke nach rechts | | nach Bischwiller                                                                   | nach Bischwiller                                                                   |
| ehemalige Blockstelle | 3,660 | Dreilerchenhof (Bk)                                                                | Dreilerchenhof (Bk)                                                                |
| Brücke über Wasserlauf | | Moder                                                                              | Moder                                                                              |
| Abzweig geradeaus und ehemals von rechts | | von Bischwiller                                                                    | von Bischwiller                                                                    |
| Betriebs-/Güterbahnhof Strecke ab hier außer Betrieb | 6,998 | Oberhoffen-sur-Moder (Oberhofen)                                                   | Oberhoffen-sur-Moder (Oberhofen)                                                   |
| Bahnhof (Strecke außer Betrieb) | 11,420 | Schirrhein                                                                         | Schirrhein                                                                         |
| Bahnhof (Strecke außer Betrieb) | 16,351 | Soufflenheim (Sufflenheim)                                                         | Soufflenheim (Sufflenheim)                                                         |
| Haltepunkt / Haltestelle (Strecke außer Betrieb) | 19,797 | Rountzenheim (Runzenheim-Mühlweg)                                                  | Rountzenheim (Runzenheim-Mühlweg)                                                  |
| Brücke (Strecke außer Betrieb) | | Autoroute A 35                                                                     | Autoroute A 35                                                                     |
| Strecke quer · Strecke von rechts | | von Strasbourg                                                                     | von Strasbourg                                                                     |
| Betriebs-/Güterbahnhof Strecke bis hier außer Betrieb · Bahnhof | 21,819 | Rœschwoog (Röschwoog)                                                              | Rœschwoog (Röschwoog)                                                              |
| Haltepunkt / Haltestelle · Haltepunkt / Haltestelle | 24,757 | Roppenheim                                                                         | Roppenheim                                                                         |
| Strecke quer | | nach Lauterbourg                                                                   | nach Lauterbourg                                                                   |
| Abzweig ehemals geradeaus und nach links | 26,300 | Industriegebiet Beinheim                                                           | Industriegebiet Beinheim                                                           |
| | |                                                                                    |                                                                                    |
| Grenze auf Brücke über Wasserlauf (Strecke außer Betrieb) | 28,54092,318 | Rheinbrücke Wintersdorf (528 m), Rhein, Grenze zwischen Deutschland und Frankreich | Rheinbrücke Wintersdorf (528 m), Rhein, Grenze zwischen Deutschland und Frankreich |
| | |                                                                                    |                                                                                    |
| Wechsel des Eisenbahninfrastrukturunternehmens (Strecke außer Betrieb) | 28,80092,014 | Eigentumsgrenze SNCF Réseau / DB Netz                                              | Eigentumsgrenze SNCF Réseau / DB Netz                                              |
| Wechsel des Eisenbahninfrastrukturunternehmens (Strecke außer Betrieb) | 91,930 | Eigentumsgrenze DB Netz / AVG                                                      | Eigentumsgrenze DB Netz / AVG                                                      |
| | 90,551 |                                                                                    |                                                                                    |
| Dienststation / Betriebs- oder Güterbahnhof | 90,150 | Wintersdorf (Baden) (Awanst, ehem. Bf)                                             | Wintersdorf (Baden) (Awanst, ehem. Bf)                                             |
| Abzweig geradeaus und ehemals von rechts | 88,420 | von Rennplatz Iffezheim                                                            | von Rennplatz Iffezheim                                                            |
| Strecke quer | 87,900 | MEG von Schwarzach (1000 mm)                                                       | MEG von Schwarzach (1000 mm)                                                       |
| Strecke quer · Abzweig geradeaus, von rechts und Tunnelende | 87,300 | Iffezheim Depot 57 (Anst, Munitionslager)                                          | Iffezheim Depot 57 (Anst, Munitionslager)                                          |
| Strecke | | Rastatt Übergabebahnhof MEG                                                        | Rastatt Übergabebahnhof MEG                                                        |
| Strecke quer | 87,000 | MEG nach Rastatt (1000 mm)                                                         | MEG nach Rastatt (1000 mm)                                                         |
| Wechsel des Eisenbahninfrastrukturunternehmens | 86,600 | Eigentumsgrenze DB Netz / AVG                                                      | Eigentumsgrenze DB Netz / AVG                                                      |
| Abzweig geradeaus und von links | 86,640 | Rastatt Industrie-Stammgl                                                          | Rastatt Industrie-Stammgl                                                          |
| Abzweig geradeaus und ehemals nach links | 86,500 | ehemalige Kaserne                                                                  | ehemalige Kaserne                                                                  |
| Abzweig geradeaus und ehemals von rechts | 86,200 | Gleisanschluss                                                                     | Gleisanschluss                                                                     |
| Abzweig geradeaus und ehemals nach rechts | 86,200 | Gleisanschluss Link KG                                                             | Gleisanschluss Link KG                                                             |
| Abzweig geradeaus und ehemals von links | 84,400 | Anschlussbahn                                                                      | Anschlussbahn                                                                      |
| Abzweig geradeaus und von rechts | | von Basel                                                                          | von Basel                                                                          |
| Abzweig geradeaus und von rechts | | von Freudenstadt                                                                   | von Freudenstadt                                                                   |
| Bahnhof | 82,930 | Rastatt                                                                            | Rastatt                                                                            |
| Abzweig geradeaus und nach rechts | | nach Mannheim (über Ettlingen)                                                     | nach Mannheim (über Ettlingen)                                                     |
| | | nach Mannheim (über Durmersheim)                                                   |                                                                                    |

Die Bahnstrecken Steinbourg–Obermodern–Schweighouse und Haguenau–Rœschwoog–Rastatt und die Zweigstrecke Bouxwiller–Ingwiller sind bzw. waren normalspurige und bis auf die Zweigstrecke zeitweise zweigleisige Eisenbahnstrecken im Elsass, die bis zum Zweiten Weltkrieg auch verschiedene strategische Aufgaben hatten. Sie verbinden als zusammenhängende Diagonale Saverne (an der Strecke Paris–Strasbourg nahe der zeitweiligen deutsch-französischen Grenze) und Obermodern (an der Strecke von Sarreguemines) über das Mittelzentrum Haguenau mit Lauterbourg und Rastatt nahe der heutigen Grenze.
Die Strecke ist nicht elektrifiziert.
Der Abschnitt Steinbourg–Obermodern, die Stichstrecke Bouxwiller–Ingwiller und alle Verbindungskurven sind abgebaut. Obermodern-Haguenau–Rœschwoog wird, abgesehen von gelegentlicher militärischer Nutzung, nicht mehr befahren, auch der Streckenteil über den Rhein ist, abgesehen von kleineren Unterbrechungen, noch vorhanden.

## Steinbourg–Obermodern

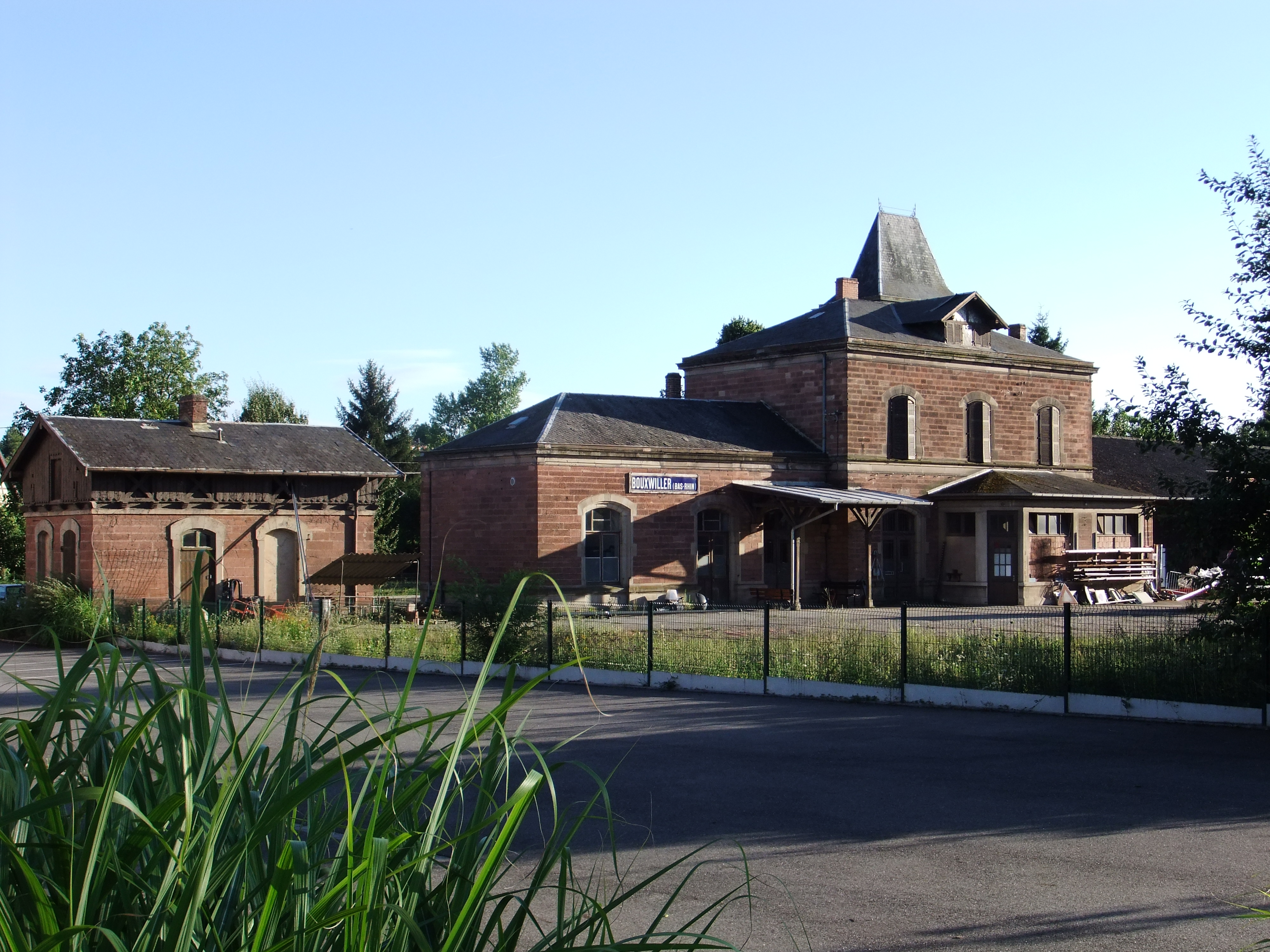
Ehemaliger Bahnhof Bouxwiller, Gleisseite

Die Planung der schon zu französischen Zeiten für die Anbindung des „gewerbreichen Ortes Buchsweiler“ konzessionierte, 13 km lange Strecke Steinbourg–Bouxwiller wurde am 18. Juni 1871 von der deutschen Verwaltung zur Anbindung des „fruchtbaren Hanauer Landes“ und des Gewerbes in und um Bouxwiller als nützliche Maßnahme nochmals genehmigt und am 15. Oktober 1877 von den Reichseisenbahnen in Elsaß-Lothringen (EL) eröffnet. Die Strecke Bouxwiller–Obermodern wurde am 9. Juli 1879 genehmigt und am 1. November 1881 eröffnet. Sie wurde zunächst eingleisig gebaut, vermutlich in den 1930er Jahren von Frankreich zweigleisig ausgebaut, kurz nach dem Zweiten Weltkrieg aber nur eingleisig wieder aufgebaut. Beim Bau des ersten Abschnitts ergaben sich Verzögerungen durch Rutschungen eines 18 m hohen Dammes. Mehr als 5 ‰ Gefälle hatte die Strecke nur kurz vor Bouxwiller mit 10 ‰. Der letzte Personenzug fuhr auf diesem Abschnitt am 31. März 1970, der letzte Güterzug zwischen Steinbourg und Dossenheim am 3. August 1970, zwischen Dossenheim und Bouxwiller am 28. September 1975, zwischen Bouxwiller und Obermodern am 1. Mai 1987. Die Stilllegung mit Abbau der Strecke wegen des Autobahnbaus zwischen Steinbourg und Dossenheim erfolgte am 26. Juli 1973, bis Bouxwiller (und Obermodern?) wurde sie dagegen erst am 20. September 1991 stillgelegt. Die Verbindungskurve vor Obermodern wurde am 14. Januar 1972 stillgelegt.

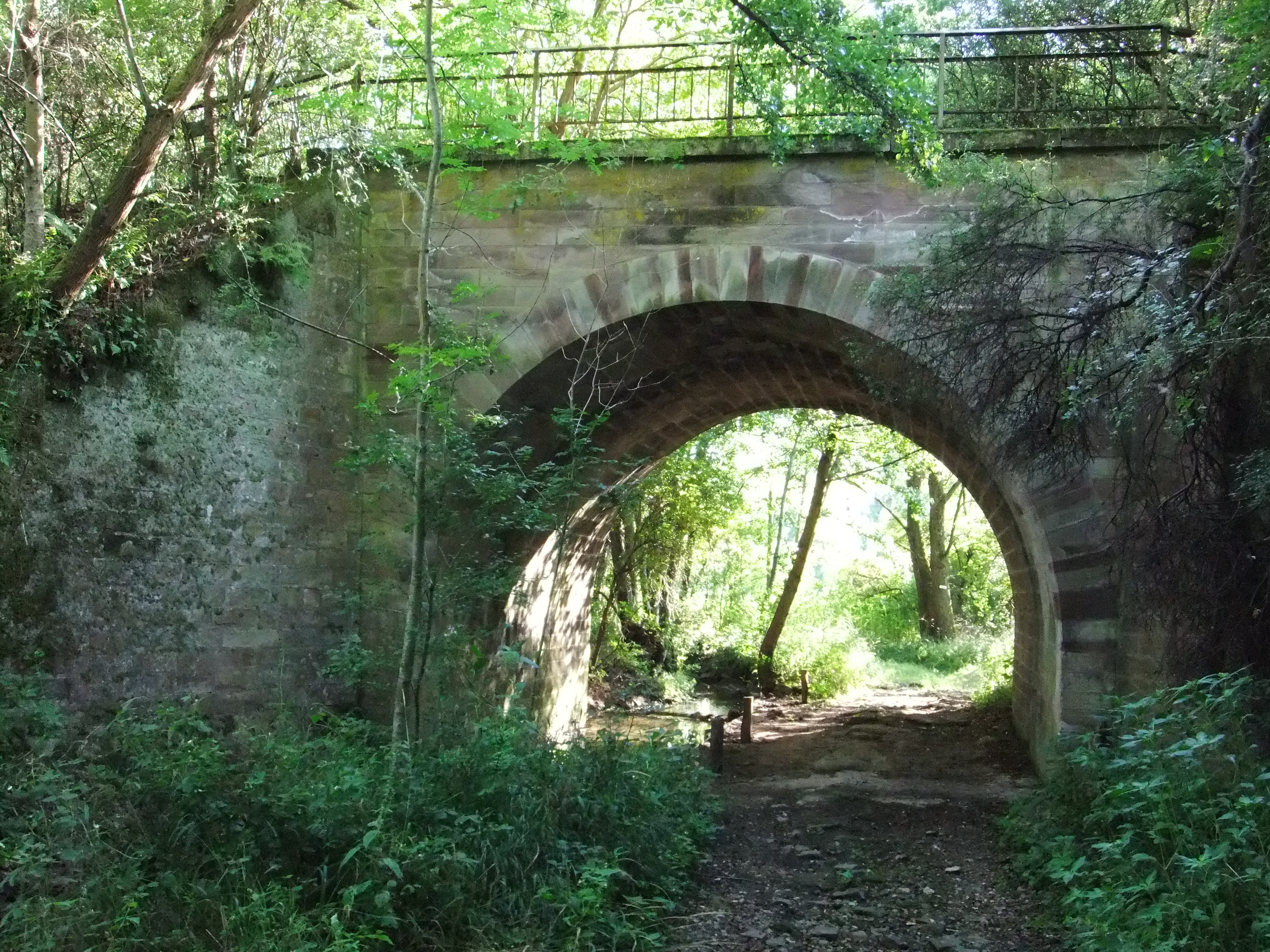
Brücke der ehemaligen Bahnstrecke über Feldweg und „le Griesbaechel“ zwischen Hattmatt und Dossenheim-sur-Zinsel

Die Strecke Steinbourg–Obermodern zweigt von der (im Bereich Steinbourg) 1851 eröffneten Hauptstrecke Paris–Strasbourg westlich des Bahnhofs Steinbourg ab, dessen Empfangsgebäude wegen dieses Abzweiges von den heutigen Bahnsteigen der Hauptstrecke weiter zurückgesetzt und nicht parallel zu diesen steht. Sie steigt im Tal der Südlichen Zinsel über Hattmatt bis Dossenheim-sur-Zinsel mit Bahnhöfen am östlichen Ortsrand an. Die Trasse liegt dabei in derselben Höhenlage wie die der ab 1973 gebauten A 4, wegen der die Strecke weichen musste. Kurz danach kreuzt, etwas höher als die alte Trasse, die Schnellfahrstrecke LGV Est européenne. Nach Dossenheim nochmals leicht ansteigend erreicht sie, Neuwiller-lès-Saverne südöstlich passierend, den Ort Bouxwiller. Dieser Abschnitt ist heute zwischen den jeweiligen Ortsrändern größtenteils ein Bahntrassenradweg. In der Ortslage Bouxwiller ist der Radweg unterbrochen, fängt erst am Ortsrand an und endet an der Gemeindegrenze. Empfangsgebäude und Bahnhofsgelände des Bahnhofs Bouxwiller nutzt heute die Gemeinde Bouxwiller als Betriebshof. In Bouxwiller stehen vereinzelt auch Gebäude auf der aufgelassenen Trasse. Richtung Obermodern fällt die Strecke in das Tal der Moder ab. Viele Brücken, Dämme und Einschnitte dieses topographisch bemerkenswertesten Streckenteiles sind noch vorhanden, es kreuzen aber einige neugebaute Straßen die alte Trasse auf deren Niveau.

## Bouxwiller–Ingwiller
In Bouxwiller zweigte eine 6,6 km lange eingleisige Nebenstrecke über Obersoultzbach als einzigem Zwischenhalt nach Ingwiller ab, die am 16. Dezember 1889 zur Anbindung Ingwillers eröffnet wurde, deren Bedeutung aber schon durch die Eröffnung der Bahnstrecke Mommenheim–Sarreguemines über Ingwiller und Obermodern 1895 sank. Am 4. Oktober 1953 wurde der Personenverkehr eingestellt, am 21. Mai desselben Jahres der Güterverkehr. Die Stilllegung erfolgte am 12. November 1954.

## Obermodern–Haguenau

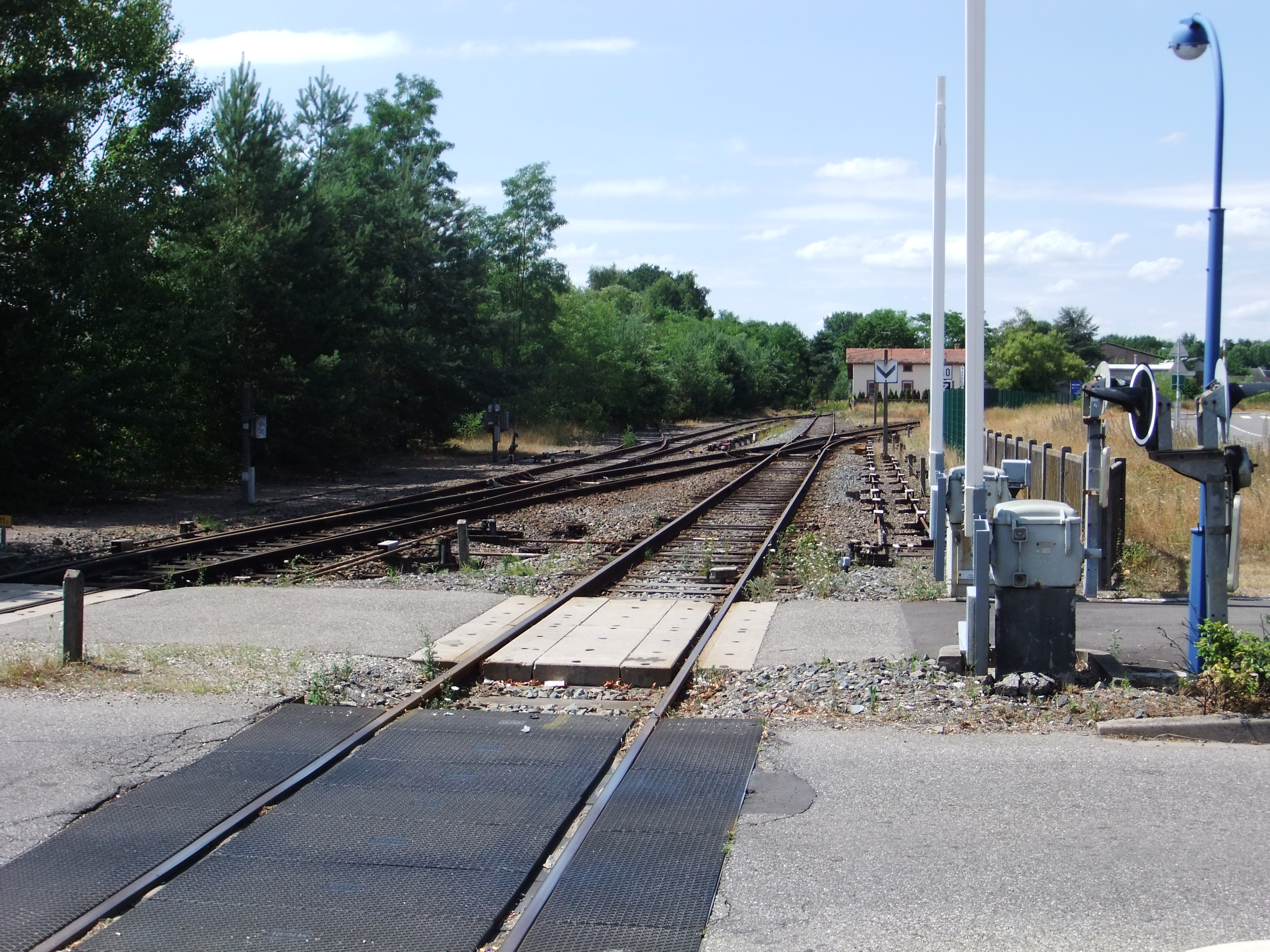
Verzweigung der Strecken nach Niederbronn und Obermodern im Bahnhof Schweighouse

Die Strecke Obermodern–Schweighouse wurde am 1. November 1881 von Deutschland zunächst eingleisig eröffnet,
die Strecke Schweighouse–Haguenau schon am 19. Dezember 1864. Durch kaiserlichen Erlass vom 26. März 1893 wurde der zweigleisige Ausbau mit maximalen Steigungen von 5 ‰ statt 10 ‰ beschlossen und am 1. April 1895 in Betrieb genommen, vermutlich kurz nach dem Zweiten Weltkrieg aber nur eingleisig wieder aufgebaut.
Der letzte Güterzug fuhr am 1. Oktober 1990. Die Verbindungskurven nach Obermodern und vor Schweighouse wurden am 13. Februar 1964 stillgelegt.
Die Strecke von Saverne kreuzt die am 1. Mai 1895 eröffnete „Vogesenbahn“ Strasbourg–Mommenheim–Sarreguemines im Bahnhof Obermodern eben. Beide Strecken haben in diesem eigene Bahnsteige, die mit einer Unterführung verbunden sind. Aktiv bedient werden nur die zwei Bahnsteige der Strecke Strasbourg–Sarreguemines, die Signale sind aber auch noch für die Strecke Saverne-Haguenau in Betrieb. Beide Verbindungskurven östlich und westlich des Bahnhofes sind abgebaut. Die Strecke verläuft im Tal der Moder und hat in der Communauté de communes du Val de Moder den Bahnhof Pfaffenhoffen, wobei von der Communauté auch Niedermodern direkt an und Uberach und la Walck auf der anderen Seite der Moder auch noch nahe der Strecke liegen. Am Bahnhof Neubourg zweigt ein militärisch genutzter Gleisanschluss ab. Laut Streckenkarte der RFF ist der Abschnitt Obermodern–Neubourg außer Betrieb. Am nächsten Bahnhof Schweighouse-sur-Moder trifft die nur noch bis Niederbronn-les-Bains betriebene eingleisige Nebenbahn Haguenau–Sarreguemines auf die ab hier noch zweigleisige Strecke, die dann in den Bahnhof von Haguenau mündet.

## Haguenau–Rœschwoog–Rastatt

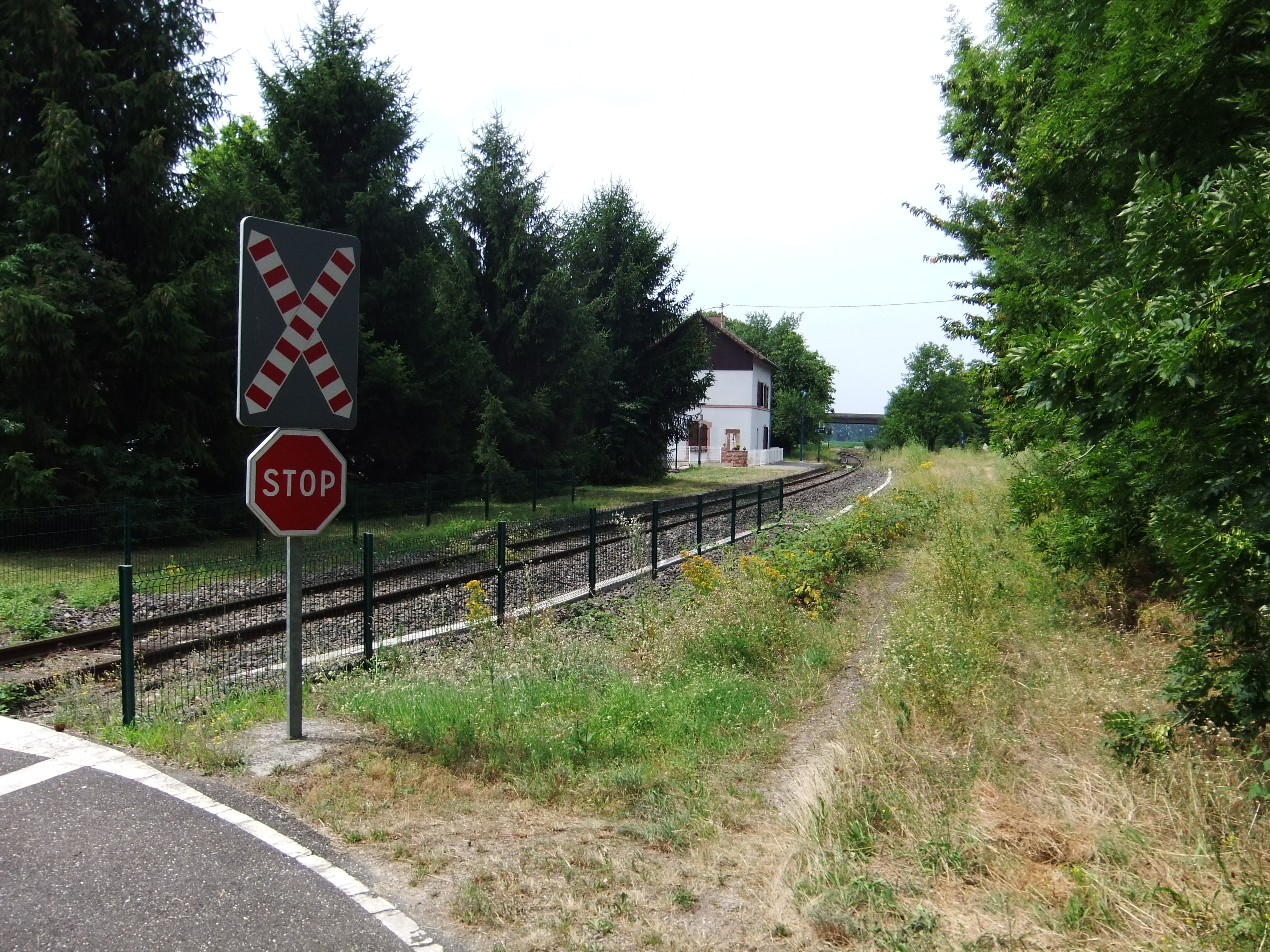
Bahnhof Roppenheim mit dem ungenutzten Hausbahnsteig am Gleis nach Rastatt

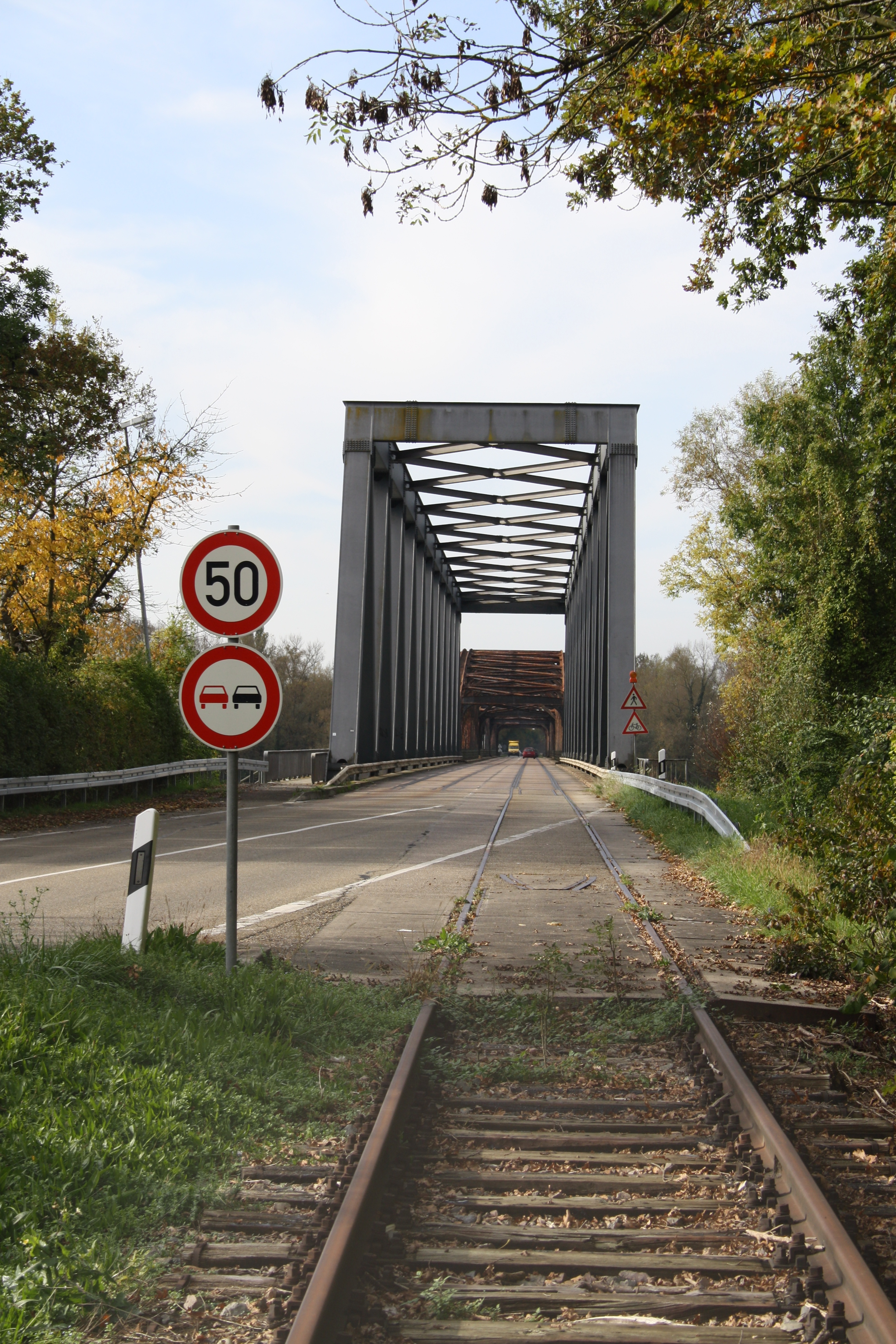
Gleise im Straßenraum auf der Rheinbrücke Wintersdorf

Die Strecke Haguenau–Rœschwoog–Rastatt wurde am 1. Mai 1895 zusammen mit der rechtsrheinischen Fortsetzung Rastatt–Karlsruhe–Graben-Neudorf als zweigleisige Hauptbahn errichtet. Ihr Bau war stark durch militärische Erwägungen begründet, da sie eine strategische Nachschublinie für den Fall eines Krieges zwischen Deutschland und Frankreich bilden sollte. Auf der Westseite des Rheins wurde die Strecke von den Eisenbahnen in Elsaß-Lothringen, auf der Ostseite von den Badischen Staatseisenbahnen betrieben. Nach dem Zweiten Weltkrieg wurde die Strecke nur noch eingleisig betrieben. Der letzte Güterzug zwischen Oberhoffen und Soufflenheim fuhr am 16. Dezember 1973, zwischen Soufflenheim und Rœschwoog am 2. Juni 1991, der Personenverkehr wurde zunächst am 23. August 1938 eingestellt und im Mai 1942 wieder aufgenommen bis zur Sprengung der Rheinbrücke im Januar 1945, danach zumindest über den Rhein hinweg nicht wieder aufgenommen.
Die Verbindungskurve Oberhoffen–Bischwiller wurde am 1. Mai 1900 eröffnet, am 23. August 1939 im Personenverkehr eingestellt und am 13. Februar 1964 stillgelegt. Erste Überlegungen zur Anbindung des Militärlagers Oberhoffen gab es bereits 1855.
Die Strecke verlässt den Bahnhof von Haguenau in Verlängerung der Strecke aus Richtung Saverne, kreuzt die Strecke Strasbourg–Wissembourg also nicht, sondern unterquert diese südlich von Haguenau, passiert den Ort Kaltenhouse ohne Haltepunkt und erreicht nach Überbrücken der Moder den Bahnhof Oberhoffen-sur-Moder. Die ehemalige Verbindungskurve nach Bischwiller (eröffnet am 1. Mai 1900) mit naher eigener Moderbrücke ist abgebaut. Im Bahnhof Oberhoffen gibt es neben dem Durchgangsgleis zwei weitere Gleise, die den nahen Militäranlagen dienen. Weiter nach Osten ist die Strecke vorhanden, aber nicht mehr im Betrieb. Es folgen die Bahnhöfe Schirrhein (das nahe Schirrhoffen wurde ohne Halt passiert) und Soufflenheim und der Haltepunkt Mühlweg für Rountzenheim. Direkt nach diesem wird die A 35 und knapp 1 km später die Bahnstrecke Wörth–Strasbourg überbrückt. Im Bahnhof Rœschwoog besteht heute (nur noch) ein Verbindungsgleis zu dieser Strecke, Richtung Roppenheim schließen sich Abstellgleise an. Ab Rœschwoog wird die Strecke noch aktiv genutzt als Gleisanschluss für das Industriegebiet von Beinheim mit der Stärkefabrik Roquette Frères. Die Gleise sind bis kurz vor der Rheinbrücke Wintersdorf vorhanden, aber unmittelbar vor der Brücke, ab der Zusammenführung mit der D87, überteert und offenbar entwidmet. Die Brücke über die L 78a nach Wintersdorf ist vorhanden, aber „aufgebockt“, um die notwendige Durchfahrtshöhe zu erreichen, für eine Benutzung durch Schienenverkehr müsste sie abgesenkt werden. Der Bahnhof Wintersdorf wurde 1922 zu einem vierzehngleisigen Zoll- und Rangierbahnhof erweitert, von denen noch zwei Gleise vorhanden sind. Zwischen dem Bahnhof Wintersdorf und Rastatt wurden ein NATO-Treibstofflager und ein Munitionsdepot bedient, des Weiteren bestand eine Zweigstrecke zum Bahnhof Rennplatz Iffezheim. Die Mittelbadischen Eisenbahnen überbrückte die Trasse für eine meterspurige Strecke nach Rastatt. Aktiv befahren wird die Strecke aktuell nur noch für den Gleisanschluss des Werkes der Daimler AG. Zwischen diesem und der Rheinbrücke gehört die Strecke inzwischen der Albtal-Verkehrs-Gesellschaft, da dieser Abschnitt Teil von Überlegungen zur Erweiterung des Stadtbahnnetzes nach Iffezheim und zum Baden-Airpark waren, die jedoch zurückgestellt werden mussten. Am 7. Oktober 1950 wurde der Personenverkehr zwischen Rastatt und Wintersdorf eingestellt. Der Abschnitt Haguenau–Rastatt wurde aus militärischen Gründen mit speziell robusten Schienen versehen, die auch schwere Züge tragen konnten.
In einer vom Eurodistrikt PAMINA 2019 in Auftrag gegebenen Machbarkeitsstudie über eine Reaktivierung der Bahnstrecke zwischen Rastatt und Haguenau wurden zwei Szenarien untersucht. Zum einen eine Reaktivierung als Stadtbahn, zum anderen als Regionalbahn. Für das Szenario Stadtbahn ergibt sich ein Nutzen-Kosten-Indikator größer 1, während für eine Reaktivierung als Regionalbahn aufgrund deutlich höherer Kosten für Infrastruktur und Betrieb der Nutzen-Kosten-Indikator unter 1 liegt.

## Betrieb

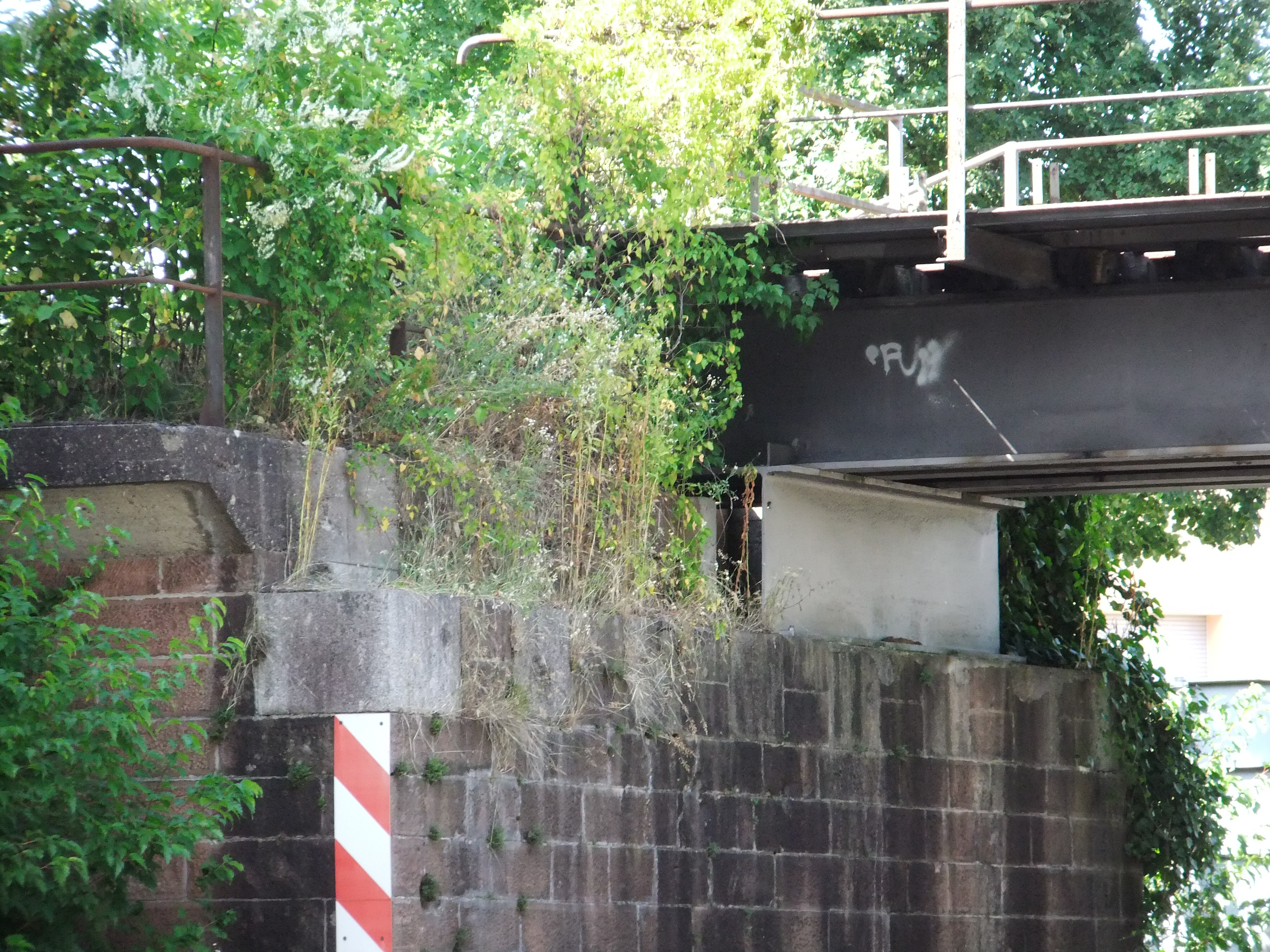
„Aufgebockte“ Brücke über die L78a bei Wintersdorf, bei Bedarf kann man sie wieder befahrbar machen

Mindestens während des Zweiten Weltkrieges gab es rund ein halbes Dutzend durchgehende Zugpaare zwischen Saverne und Rastatt zuzüglich weiterer Züge auf Teilabschnitten, siehe Kursbuch 1944 in den Weblinks.
Der grenzüberschreitende Verkehr über die Rheinbrücke Wintersdorf (Details siehe dort) war nach dem Ersten Weltkrieg bis 1922 eingestellt. Nach dem Zweiten Weltkrieg diente die Brücke nur noch dem Militärverkehr mit Ausnahme von einigen Tagen Umleitungsverkehr 1966. Ab 1960 wurde die Brücke vorrangig für den Autoverkehr genutzt. Nach Sperrung der Staustufe Iffezheim für Radfahrer ist sie die einzige Radverbindung ohne Fähren zwischen Karlsruhe und Freistett.
Die Linienführung und der zweigleisige Neu- beziehungsweise Ausbau und die Wahl der Trassierungsparameter sowie die teilweise kreuzungsfreie Querung anderer Strecken erfolgte aus militärstrategischen Gründen, damit, je nach aktueller Zugehörigkeit von Elsass-Lothringen, entweder die deutschen Truppen aus dem Kernland schnell den strategisch wichtigen Vogesenübergang hinter Saverne oder die französischen Truppen aus dem Kernland schnell die Grenze bei Rastatt und Lauterbourg erreichen konnten. Die militärische Bedeutung, unter anderem durch an der Strecke gelegene Militäranlagen und die Option eines Rheinübergangs, sorgten bis heute für den Erhalt der meisten Abschnitte.
Darüber hinaus war die Strecke Obermodern–Rastatt Teil eines Gesamtpaketes in Elsass-Lothringen mit dem zweigleisigen Neubau der Strecken (Strasbourg–)Mommenheim–Sarreguemines und Haguenau–Rastatt(–Mannheim) und der Erweiterung auf zwei Gleise der Strecke Obermodern–Haguenau, die zusammen am 1. Mai 1895 in Betrieb gingen und dem Kohlentransport von Sarreguemines über Obermodern nach Baden bzw. Strasbourg dienten.
Die Reaktivierung mindestens des Abschnitts über die Rheinbrücke von Rastatt bis möglichst Haguenau zur Verbesserung des grenzüberschreitenden öffentlichen Nahverkehrs wird von deutschen und französischen Umweltverbänden gefordert. Für den Bundesverkehrswegeplan 2030 hat das Land Baden-Württemberg die Reaktivierung für den Fernverkehr angemeldet auf der Grundlage von Artikel 5 Absatz 4 der Vereinbarung Deutschland und Frankreich über die Schnellbahnverbindung Paris–Ostfrankreich–Südwestdeutschland. Anfang 2022 verzichtete das Bundesministerium für Digitales und Verkehr auf eine Aufnahme der Bahnstrecke Karlsruhe–Rastatt–Haguenau–Saarbrücken in das Transeuropäische Verkehrsnetz, schloss gleichzeitig eine zukünftige Reaktivierung jedoch nicht aus.